# Sedící býk
Sedící býk (anglicky Sitting Bull, lakotsky Tȟatȟáŋka Íyotake; březen 1831, Grand River, Jižní Dakota – 15. prosince 1890, Standing Rock), byl významný siouxský náčelník, ale také wičháša wakȟáŋ (svatý muž, šaman), který pocházel z lakotského kmene Hunkpapů.
Ve své době patřil mezi nejvýznamnější Indiány a během poslední siouxské války byl nejvyšším válečným náčelníkem spojených siouxských a šajenských kmenů, které roku 1876 přiměly k ústupu armádu USA v bitvě u Rosebudu a následně drtivě porazili 7. kavalérii podplukovníka Custera ve slavné bitvě u Little Bighornu. Sedící býk se tak stal symbolem posledního odporu Indiánů z plání.

## Mládí a vzestup
Sedící býk se narodil jako syn náčelníka stejného jména, které v lakotštině zní Tĥatĥáŋka Íyotake (Tatanka Iotanka). Byl vychován otcem a svými strýci v obratného lovce a bojovníka, již ve věku deseti let složil svého prvního bizona a ve čtrnácti poprvé zabil nepřítele v boji a získal jeho skalp. Hrdý otec mu daroval své jméno a sám přijal jméno Skákající býk. Sedící býk postupně prokázal, že vyniká ve všech čtyřech vlastnostech, které Lakotové považovali za nejdůležitější: statečnosti, štědrosti, moudrosti a síle. Stal se členem tajných elitních válečnických spolků, jako byla například Statečná srdce, a byl zvolen mezi významné veřejné kmenové funkcionáře, kteří se nazývali „oblečení v košilích“.

## Války
Vedl často válku proti bělochům (lakotsky wašíču), ale i proti tradičním indiánským nepřátelům, jako byli Arikarové, Vraní Indiáni či Šošoni. S Američany nepodepsal nikdy žádnou mírovou smlouvu a necítil se tudíž ani žádnou vázán. Ani po uzavření smlouvy v pevnosti Laramie roku 1868 nepřijal žádné výhody (ale ani závazky) z ní plynoucí a pokračoval ve svém tradičním loveckém a válečnickém způsobu života, včetně bojů s bílými. To však představovalo v očích vlády porušení smlouvy, neboť předpokládala, že vlivní náčelníci velkých kmenů Bruléů a Oglalů Skvrnitý ohon a zejména Rudý oblak, který si vynutil podmínky smlouvy, se „dotkli pera“ ve jménu celého národa a tudíž odpovídají za všechny ostatní Lakoty. Potenciální záminka pro další válku tak byla na světě.

### Velká siouxská válka
V první polovině 70. let bylo v Black Hills, posvátných horách na území Velké siouxské rezervace, objeveno zlato, Vláda Spojených států se po neúspěšné snaze přimět Lakoty k prodeji tohoto území, rozhodla prosadit své požadavky silou. V zimě 1875/1876 vyzvala všechny Indiány dlící mimo rezervaci, aby se do 31. ledna hlásili u svých rezervačních správ. Stěhování táborů bylo v zimě nesmírně obtížné, a tak Indiáni pochopitelně příkazu neuposlechli. Armáda proto hned po vypršení termínu dostala rozkaz, přivést je do rezervace násilím. Vojenský zásah však vedl hlavně k tomu, že další, do té doby umírnění Indiáni, začali opouštět rezervaci a připojovali se ke svým svobodným příbuzným. Sdružovali se kolem Sedícího býka, kterého zvolili svým hlavním náčelníkem a podřídili se mu v dobách bojů proti vládě. Shromáždilo se asi sedm kmenů, zejména Siouxů a Šajenů, o síle přibližně 3 000 mužů plus jejich rodiny.
17. června 1876 v bitvě u Rosebudu přimělo 1500 bojovníků pod vedením Splašeného koně k ústupu oddíl tříhvězdičkového generála Crooka o síle více než 1 000 mužů.
25. června uštědřily spojené kmeny drtivou porážku 7. kavalérii pod velením podplukovníka Custera ve slavné bitvě u Little Bighornu, během níž byl zcela zničen hlavní oddíl vedený samotným Custerem.
Krátce před bitvou měl Sedící býk vidění velkého vítězství nad vojáky, kteří napadnou jejich tábor, což značně posílilo bojovou morálku shromážděných Indiánů. Součástí vize bylo ale i varování, že nesmí zabitým vojákům nic brát, a ani zohavit jejich těla. Indiáni však varování ignorovali, což podle názorů některých soukmenovců vedlo k jejich konečné porážce a uvržení národa do chudoby.
Neví se, zda se Sedící býk bitvy aktivně účastnil. Možná si vzal si na starost ochranu žen a dětí a boj s vojáky přenechal mladším bojovníkům, v jejichž čele stanuli zejména Splašený kůň (Tašunka witkó), Žluč (Pizi) a náčelník severních Šajenů Dva měsíce (eseh nisi). Nebo se bitvy účastnil jen chvíli, když však byl zraněn jeho synovec Jeden býk, přijel mu na pomoc a zbytek bitvy ho ošetřoval. Možné také je, že se modlil na skále za úspěch celé bitvy.
Celý protiútok bitvy však byl především spíše spontánní obrannou reakcí na nájezd Renových a Custerových kavaleristů a o nějaké větší organizaci ze strany Indiánů tedy nelze příliš mluvit.
Během bitvy spotřebovali Indiáni téměř veškeré střelivo a další střet s armádou by pro ně byl riskantní. Místo bojiště proto brzo opustili. Tak velká skupina lidí by se ale pohromadě jen obtížně uživila, a proto došlo k jejímu rozdělení.

## Porážka a život v rezervaci

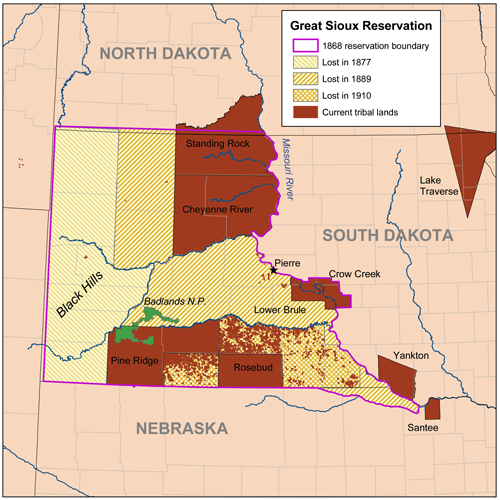
Území indiánské rezervace Standing Rock na pomezí Severní a Jižní Dakoty

Jedna bitva však válku nevyhrává a někdejší vítězové byli nemilosrdně pronásledováni, dokud nebyli všichni pobiti nebo deportováni do rezervace. Sedící býk s přibližně 3 000 věrnými našel na několik let azyl v Kanadě (1877–1881), kde se sice vláda k místním Indiánům chovala lépe, nově příchozím však neposkytla tytéž výhody, jaké měly domácí indiánské kmeny. Uprchlíci strádali zimou a nedostatkem jídla a postupně se po skupinkách vytráceli domů na jih, kde se vzdávali armádě a úřadům Spojených států. I Sedící býk se nakonec rozhodl vrátit. Jeho skupina byla poslední, která se vzdala a byla nucena přijmout život v rezervaci. Týpí musel vyměnit za srub a podřídit se rezervační správě ve Standing Rocku, řízené indiánským agentem McLaughlinem, kterému Indiáni říkali Šedý vlas. Vztahy mezi ním a Sedícím býkem nebyly vůbec dobré, slavný a stále značně uznávaný náčelník byl pro něj nežádoucím potížistou, jehož autoritu se snažil za každou cenu podkopat.
Nějakou dobu jezdil Sedící býk s cirkusovou Wild West Show Williama Codyho (známějšího pod jménem Buffalo Bill) a „show business“ se mu celkem líbil. Lidé mu platili za podpis. Nezapomněl však nikdy na jednu ze čtyř nejdůležitějších lakotských vlastností – štědrost, a tak většinu toho, co vydělal, rozdal. Nechápal, jak mohou běloši nechávat své vlastní lidi (a zejména děti) strádat, přestože někteří žijí v nadbytku. To by se v jeho kmeni stát nemohlo.
V 80. letech 19. století ostře vystupoval proti odprodeji většiny území Velké siouxské rezervace, který vedl k jejímu rozdrobení na izolovaná území v okolí rezervačních správ. Přestože se mu nejednou podařilo jednání zhatit, rozparcelování siouxského území nakonec zabránit nedokázal.
Během nepokojů v rezervacích vyvolaných novým náboženstvím Tance duchů dostala indiánská policie ve Standing Rocku příkaz Sedícího býka zatknout. Během tohoto aktu dne 15. prosince 1890 však došlo k šarvátce, při níž zemřelo 6 policistů a 8 indiánů, včetně Sedícího býka.

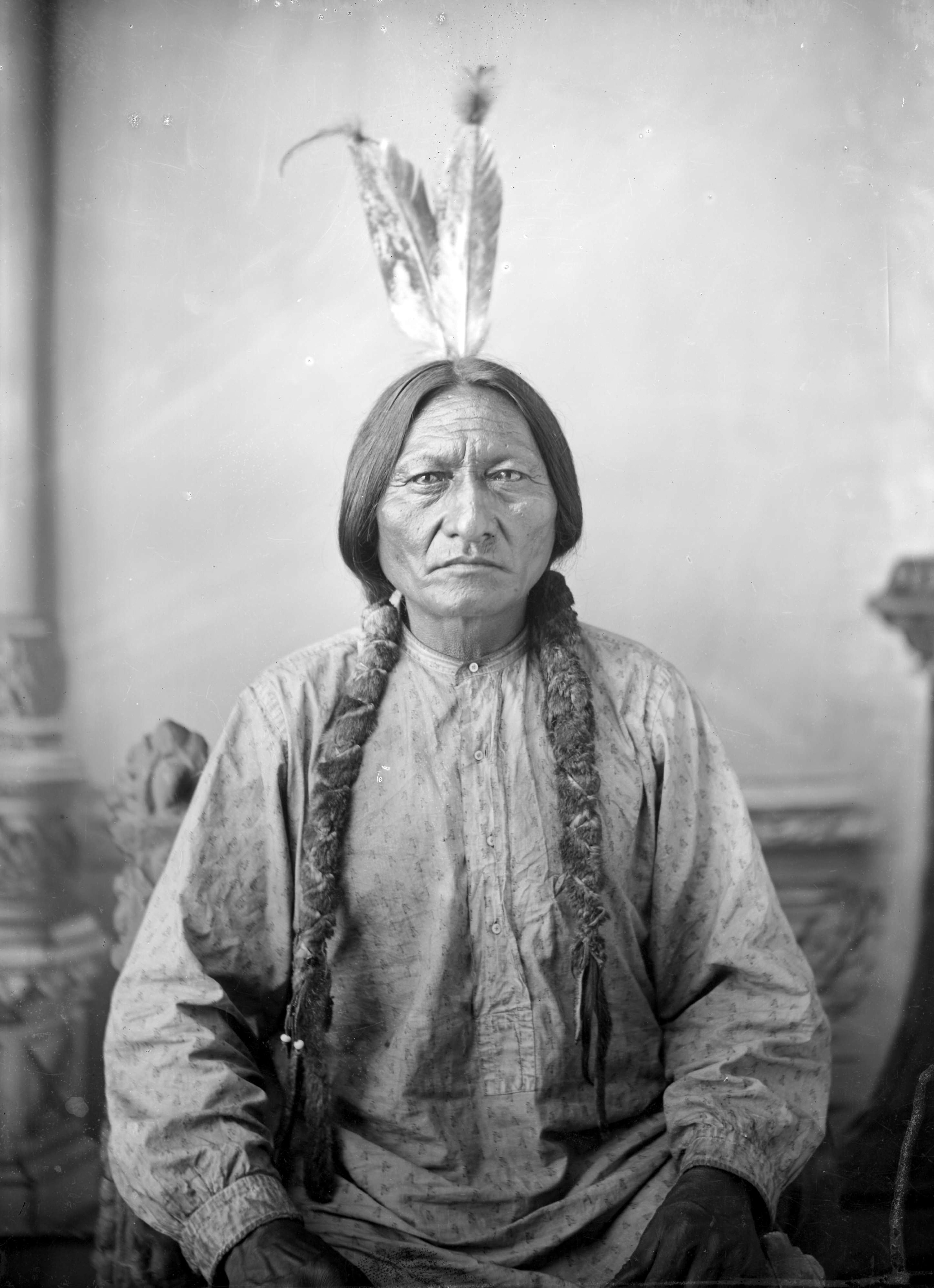
Sedící býk
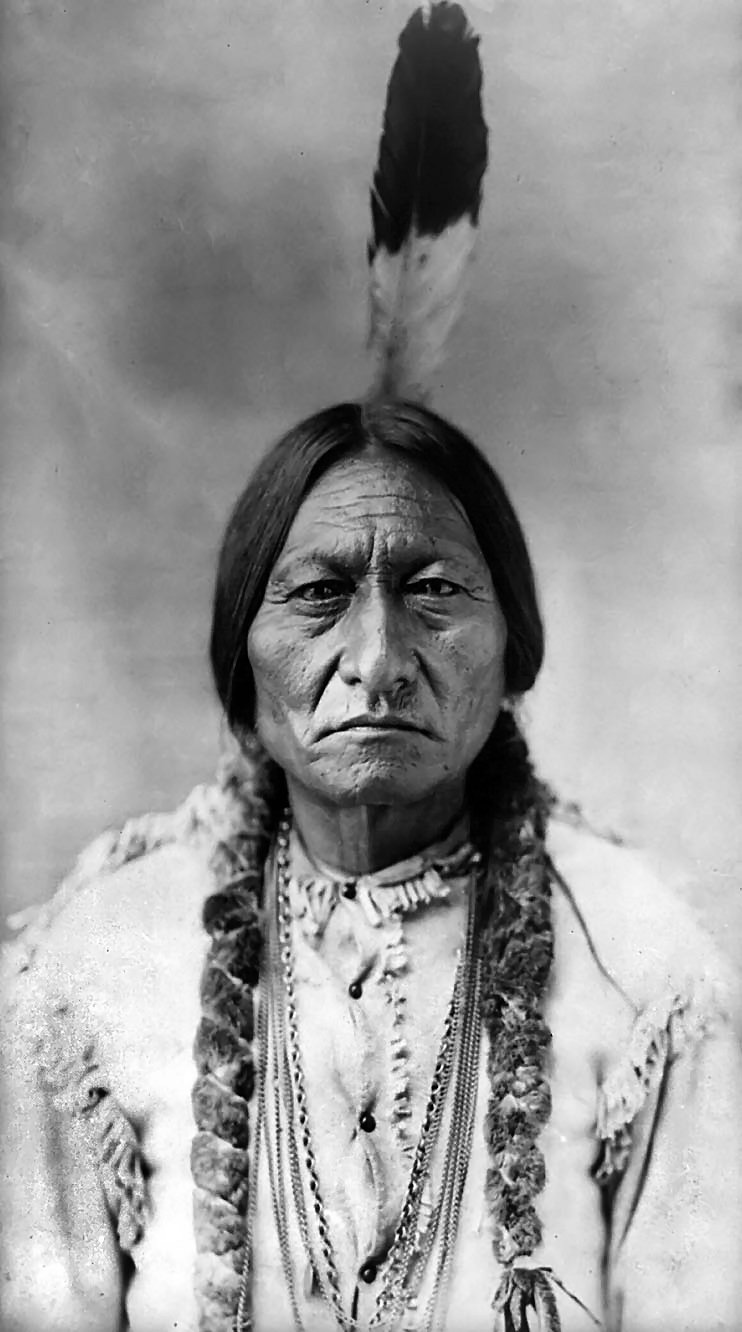
Sedící býk v roce 1885
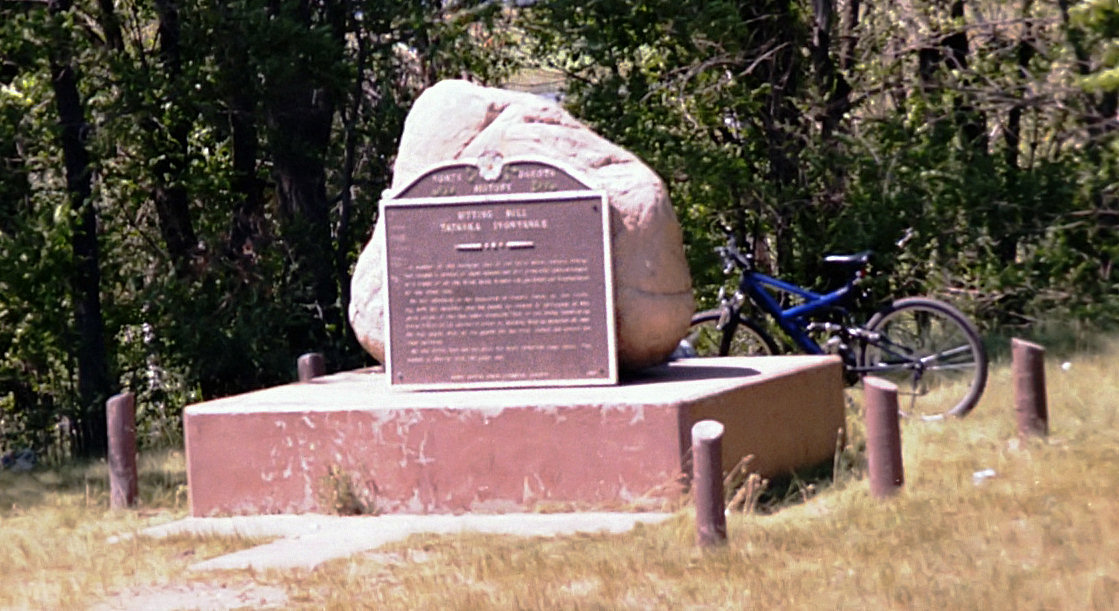
Památník Sedícího býka